# 大彗星

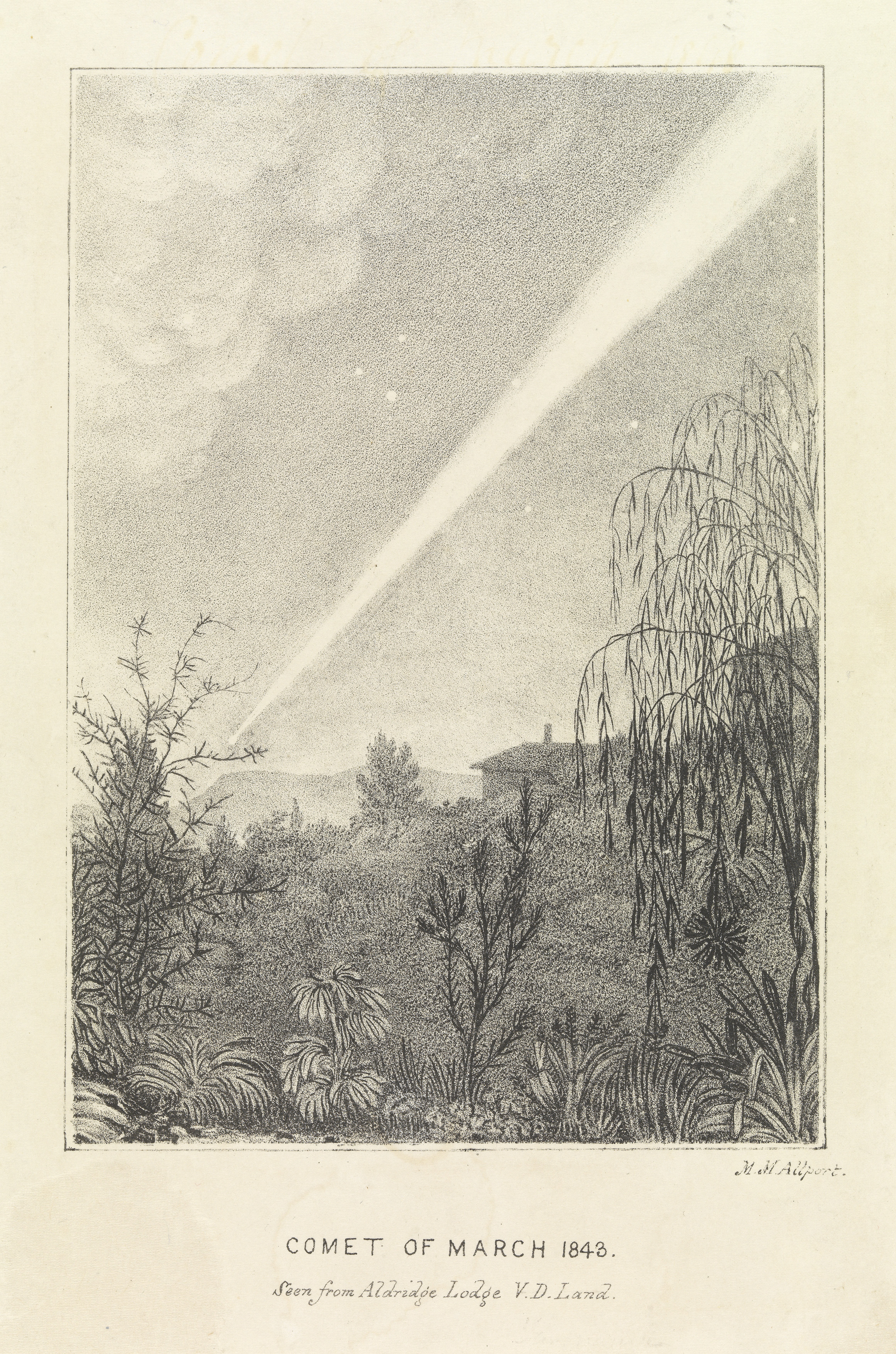
1843年の大彗星

大彗星（だいすいせい、Great Comet）とは、特に明るく壮大になった彗星のことである。彗星には公式には発見者の名前が付けられるが、中には最も明るくなった年を付けて、「…年の大彗星」と呼ばれているものもある。

## 大彗星の定義
ある彗星が大彗星かどうかを決める公式な定義はない。そのため、大彗星という言葉は、どうしても主観的にならざるを得ない。しかし、その彗星を積極的に探しているわけではなく、空をたまたま見ただけの人でも気付くほど明るくなり、天文学のコミュニティ以外の人にもよく知られるようになった彗星は、大彗星と言える。また、明るさが0等級を上回るような彗星も、大彗星と呼ばれるようになるだろう。

## 彗星が大彗星になる要素

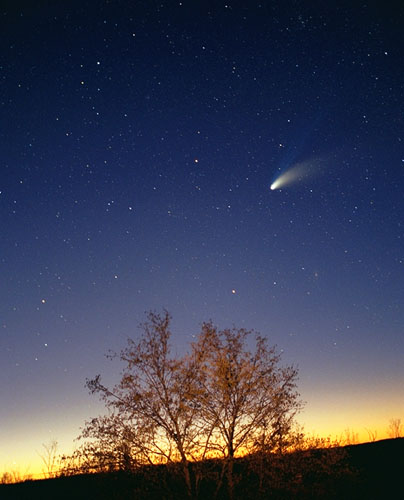
ヘール・ボップ彗星

ほとんど全ての彗星は、肉眼で見えるほど明るくはならない。そのような彗星は太陽系の内側を通過している間もずっと、天文学者やアマチュア天文家以外の人に見られることはない。しかし時折、肉眼で見えるほど明るくなる彗星があり、さらに稀に、最も明るい恒星と同じかそれ以上に明るくなる彗星がある。彗星がどれだけ明るくなるかは主に3つの要素による。

### 核の大きさと活動状態
彗星の核の大きさは直径数百mから数km（稀に数十km）まで様々である。太陽に近づいた時には、太陽の熱により彗星の核から多量のガスと塵が放出される。彗星がどこまで明るくなるかに関する非常に重大な要素として、どれぐらい彗星の核が大きく活発かという点がある。何回も太陽系内部に戻ってくると、彗星の核の揮発成分は失われ、その結果、彗星は最初に太陽系内部にやってきた時に比べて非常に暗くなってしまう。

### 太陽への接近距離
単純な反射体の明るさは、太陽までの距離の2乗に反比例する。つまり、ある天体の太陽からの距離が2倍になると、明るさは4分の1になる。しかし、彗星は多量の揮発性ガスを放出し、それもまた蛍光を放つため、異なる振る舞いをする。彗星の明るさはおおまかに言って太陽までの距離の3乗に反比例する。これはすなわち、彗星の太陽までの距離が半分になると、明るさは8倍になることを意味する。
これは、彗星の明るさのピークが、太陽までの距離に非常に依存することを意味する。大部分の彗星は、軌道の近日点が地球軌道の外側に位置している。太陽に0.5au以内まで接近する彗星にはどれでも、大彗星になる可能性がある。

### 地球への接近距離

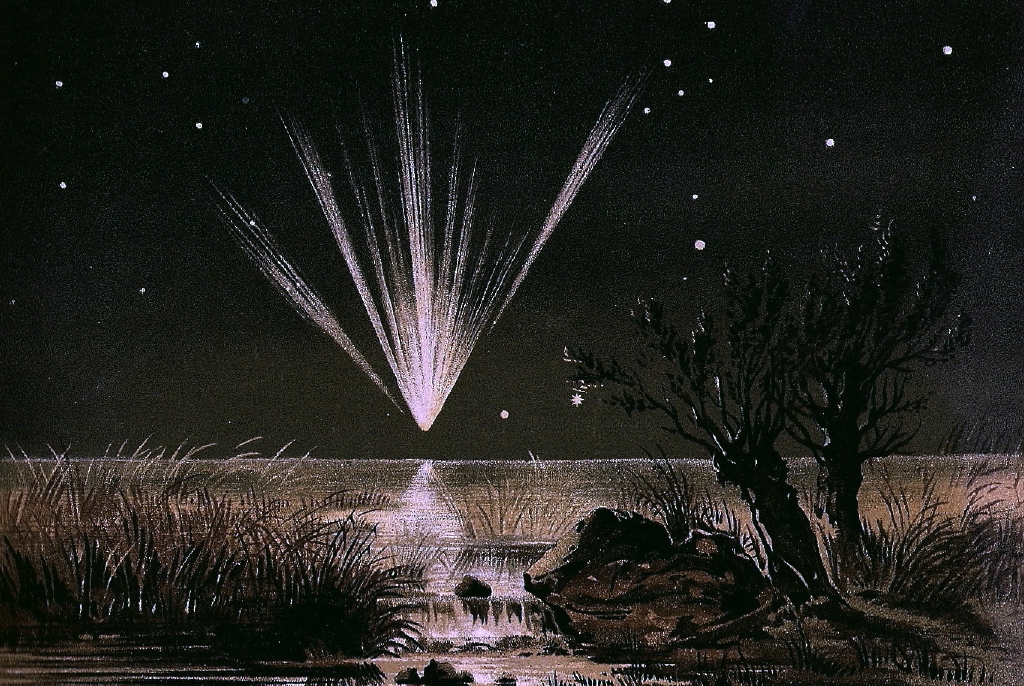
テバット彗星

彗星が壮大なものになるためには、地球の近くを通過する必要がある。例えばハレー彗星は、76年ごとに太陽系の内側に戻ってくる時には普通は非常に明るくなるが、1986年の回帰の際には、地球に最接近した時の距離が、あり得る中で最も遠かった。彗星は肉眼で見えるようにはなったが、明らかに平凡な彗星として終わった。
この3つの条件を満たしている彗星は壮大な彗星になる可能性が高いが、時には3つのうち1つの条件を満たしていない彗星が、それにも拘らず極めて印象的な彗星になることがある。例えば、ヘール・ボップ彗星は極めて大きく活動的な核をもっていたが、結局太陽にはあまり接近しなかった。それにも拘らず、非常に有名でよく観測された彗星となった。同様に、百武彗星はやや小さな彗星であったが、地球に非常に接近したために非常に明るい彗星になった。
逆に、この3つの要素を全て満たしていても、大彗星にならないこともある。例えば1974年のコホーテク彗星は、上記の3要素を全て満たしており、発見時にはマイナス等級になるかもしれないと大いに期待されたにも拘らず、最大でも3等級止まりで天文ファンを大いに失望させた。太陽に接近しても核の活動があまり活発化せず思ったほど明るくならない彗星もあれば、太陽に接近した際に核が分裂して急激に明るくなり、思いがけず大彗星になる彗星もある。中には核がバラバラに崩壊してそのまま消滅してしまうものすらある。彗星の光度変化を正確に予想するのはかなり難しく、大彗星になるかどうかはその時になってみないと本当には分からないというのが実情である。

## 過去の大彗星

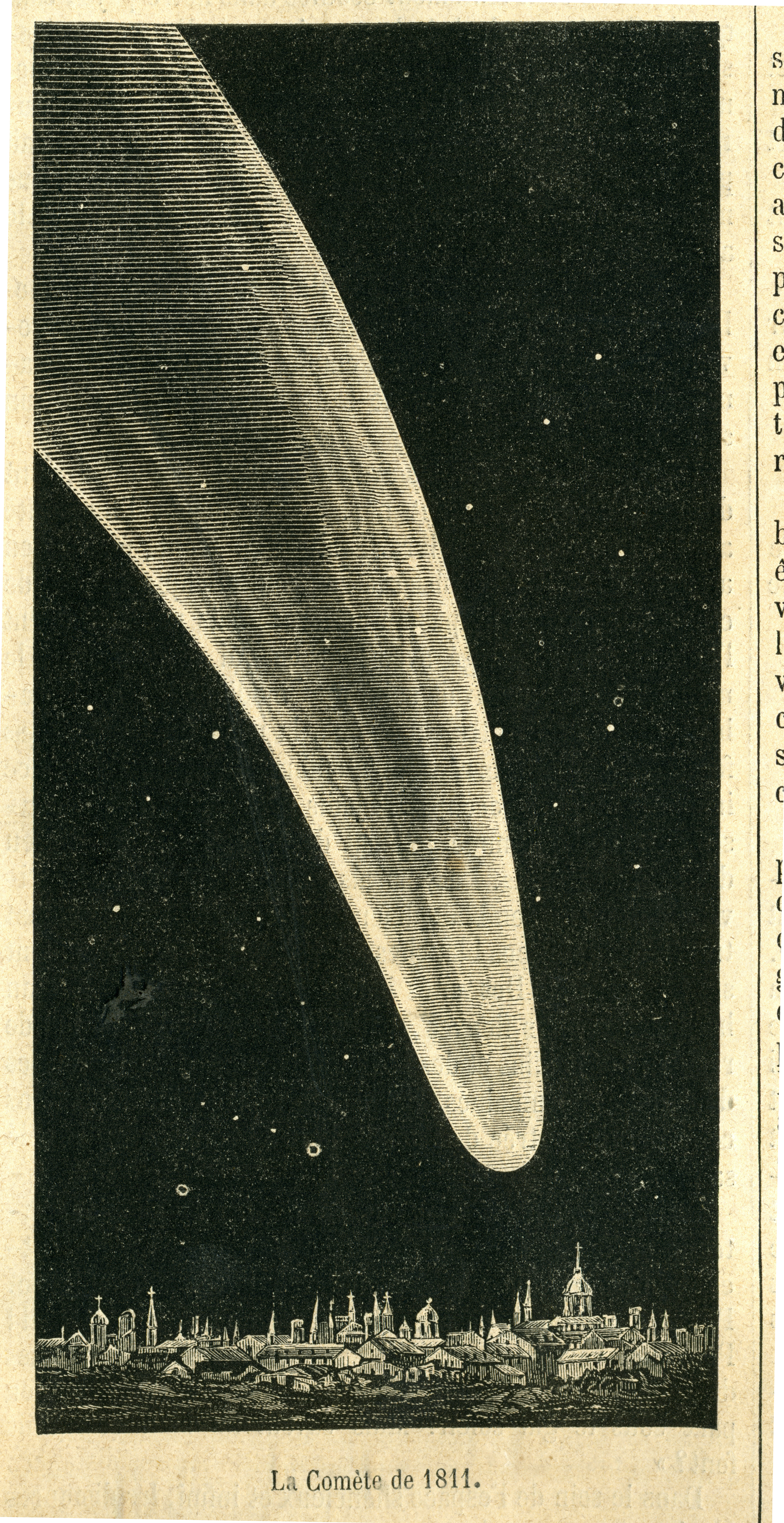
1811年の大彗星

ここ数世紀に現れた主な大彗星には以下のようなものがある。

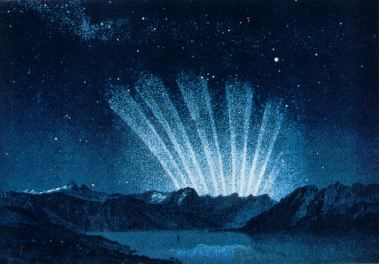
クリンケンベルグ彗星

- クリンケンベルグ彗星 (C/1743 X1) - 1743年
1743年2月27日には、太陽から僅か12°しか離れていなかったのにも拘らず、昼間に見えた。明るさは-6等級に達していた可能性もある。さらに、11本ものジェットの尾が発達し、その長さは90°にまで達した。
- レクセル彗星 (D/1770 L1) - 1770年
地球にわずか0.015auまで接近し、-2等まで明るくなった。その後、木星に非常に接近し、崩壊したか太陽系外に放出されたと考えられている。

- 1811年の大彗星（英語版） (C/1811 F1) - 1811年
肉眼で8ヶ月以上に渡って見ることができた。1811年10月には、見かけの明るさが最高で約0等級にまで達した。コマの幅は200万kmになり、約1500万kmにまで伸びた尾が90°以上の長さになって空を横切った。3300年程度の公転周期を持つ。
- 1843年の大彗星（英語版） (C/1843 D1) - 1843年
1843年2月27日に近日点を通過した時、彗星は太陽から僅か1°横にあったにも拘らず、日中の空に見ることができた。尾の長さは、太陽と火星の間の距離よりも長い、3億3000万kmに達した。この彗星は太陽のすぐ近くをかすめるクロイツ群に属している。

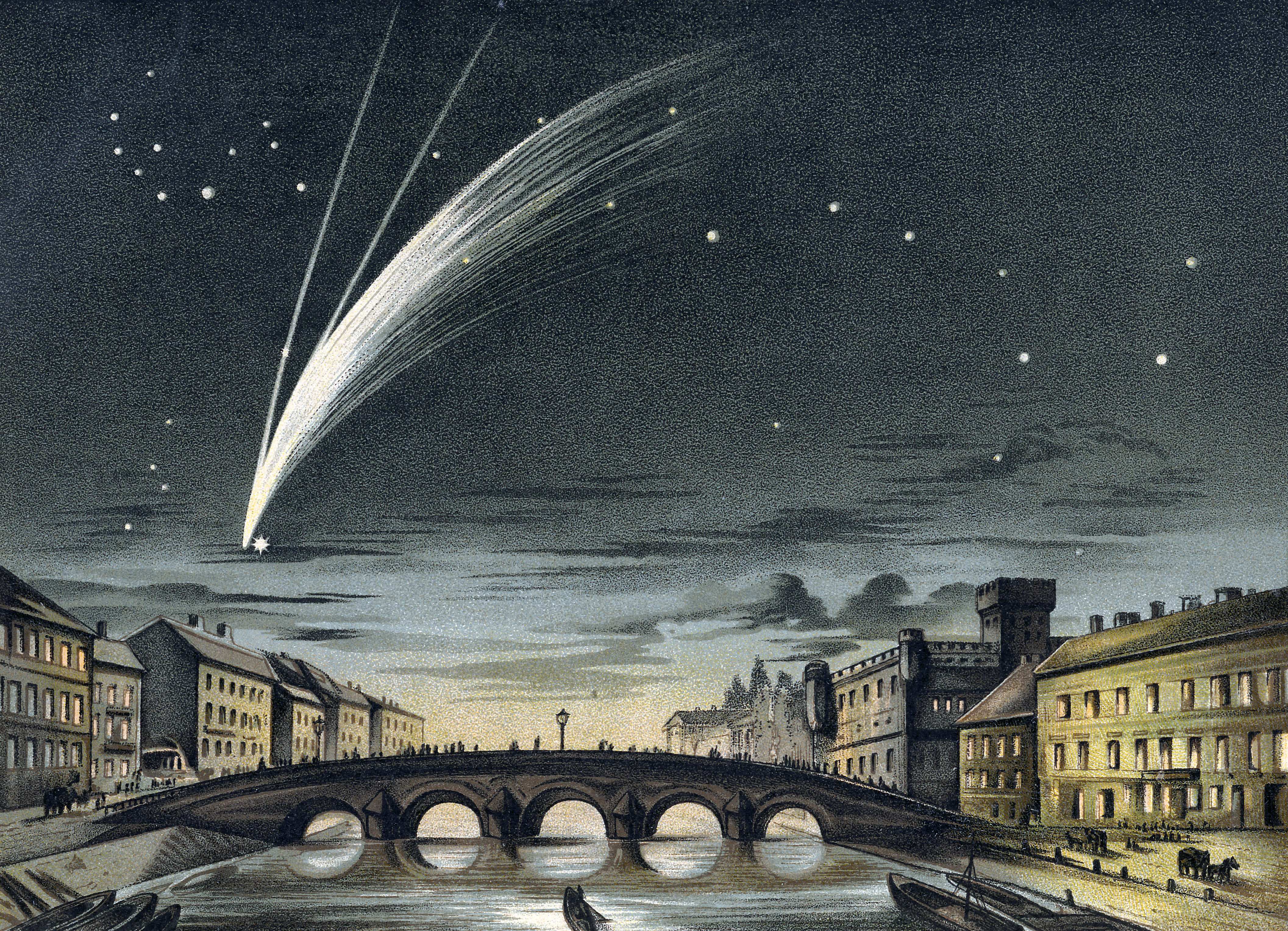
ドナティ彗星

- ドナティ彗星 (C/1858 L1) - 1858年
ドナティ彗星は最も美しかった彗星の1つであり、肉眼でも見ることができた。1858年10月には見かけの明るさが0等級に達し、尾の長さが60°になった。写真撮影された最初の彗星でもある。
- テバット彗星 (C/1861 J1) - 1861年
1861年の大彗星とも呼ばれ、1861年6月30日に地球に0.13au（1900万km）まで接近した。地球がこの彗星の尾の中に入った。この「南天の大彗星」は非常に明るく、夜でも物の影が映り、彗星も昼間になっても空に見えていたという。C/1500 H1(あるいはC/1110 K1とも)と同一と考えられており、その場合、次回は2265年に回帰する。

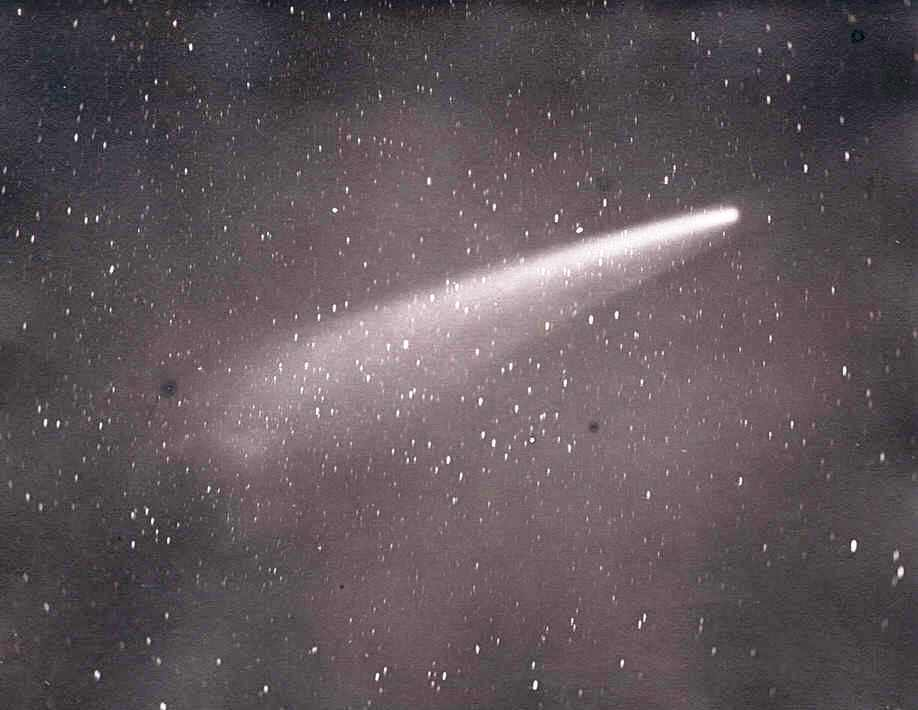
1882年の大彗星

- 1882年の大彗星 (C/1882 R1) - 1882年
9月の大彗星とも呼ばれる。クロイツ群の彗星であり、1882年9月17日には太陽まで0.008au（120万km）まで接近し、少なくとも6つの破片に分裂した。昼間の太陽のすぐそばでも見えるほど明るかった。
- C/1910 A1 - 1910年
ハレー彗星が戻ってくるほんの数週間前である1910年1月17日の昼間にだけ、この彗星は太陽から4°のところに見えた。
- ハレー彗星 (1P/1909 R1) - 1910年
非常に有名なこの彗星が1910年に戻ってきた時、見かけの明るさは0等級に達し、尾は最大で150°という、空全体をほぼ横切るほどの長さになった。さらに1910年5月19日には、地球がハレー彗星の尾にちょうど入った。
- シェレルプ・マリスタニー彗星 (C/1927 X1) - 1927年
1927年12月には、太陽の僅か5°横で昼間でも見ることができた。12月下旬には、尾の長さが35°に達した。
- アラン・ローラン彗星 - (C/1956 R1) - 1956年
1956年4月に、明るさが最大で0等級に達した。太陽の反対側に延びる尾が25°の長さに達した。さらにこの彗星は、15°の長さの太陽に向かって延びるアンチテイルを見せた。
- 池谷・関彗星 - (C/1965 S1) - 1965年
この彗星はクロイツ群の彗星であり、1965年10月21日には、太陽までわずか0.0078au（116万km）まで接近した。彗星の核は3つに分裂し、見かけの明るさは-17等級にまで達した。太陽のすぐそばを通過した後、明け方の空で尾が25°の長さに伸びているのが見られた。
- ベネット彗星 (C/1969 Y1) - 1970年
1970年の3月から4月にかけて明るくなり、明るさは最大で-3等級にも達し、尾の長さも20°ほどになった。核が特に明るく、明け方になって薄明が始まっても最後まで見えていた。また薄雲を通しても見えた。
- ウェスト彗星 - (C/1975 V1) - 1976年
1976年2月25日に、太陽に0.196au（2900万km）まで近づいた。核が4つに分裂したことにより大量に塵が放出され明るくなった。明るさは-1等級になり、幅広く明るい尾の長さが30°に達した。
- 百武彗星 - (C/1996 B2) - 1996年
1996年3月24日に地球に0.109au（1600万km）まで近づいた。見かけの明るさは約0等級に達し、尾の長さは75°にもなった。
- ヘール・ボップ彗星 - (C/1995 O1) - 1997年
ヘール・ボップ彗星は、他のどの彗星よりも長い18ヶ月という期間に渡って肉眼で見えたことで有名である。最も太陽に接近した1997年4月1日頃には、見かけの明るさが-1等級にも達し、尾の長さも 30 - 40°になった。

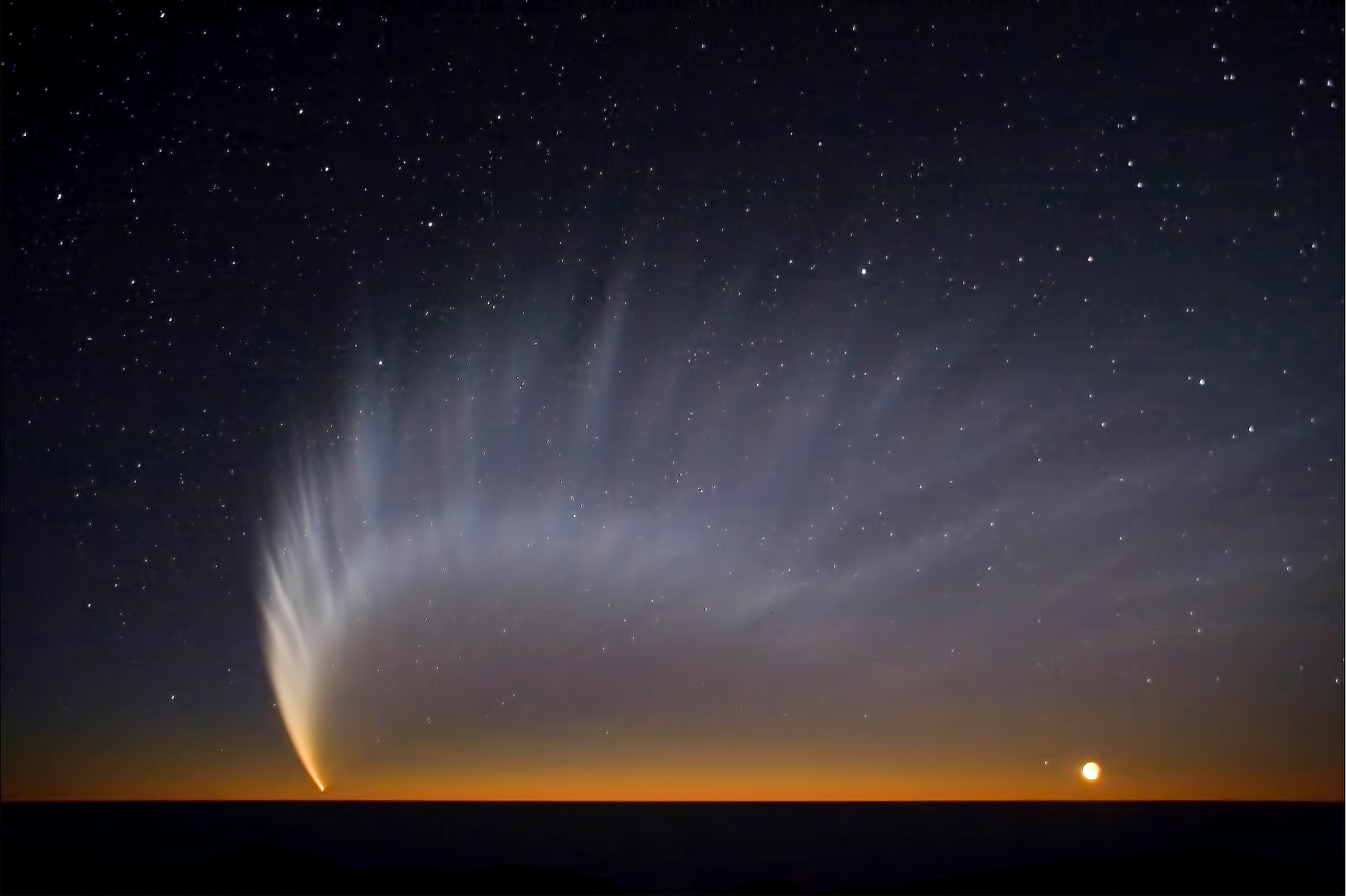
マックノート彗星

- マックノート彗星 - (C/2006 P1) - 2007年
2007年1月12日の近日点通過前後には-6等級近くに達し、白昼の太陽のすぐ近くでも肉眼や双眼鏡で見ることができた。近日点通過後は南半球の夕方の空で肉眼でも容易に見ることができ、数十度に達する大きく曲がった尾が見られた。
- ラヴジョイ彗星 - (C/2011 W3) - 2011年
数々の大彗星を出現させてきたクロイツ群の彗星であり、2011年12月16日には、太陽までわずか0.00555au（83万km）まで接近した。その後、クリスマス・シーズンの南半球で雄大な姿を見せた。
- ネオワイズ彗星 - (C/2020 F3) - 2020年
発見当初は最大光度3等前後と予想されていたが、太陽に接近するにつれ急速に明るさを増し、近日点を太陽から0.294au（4400万 km）の距離で通過した2020年7月3日には0等級まで明るくなり、北半球の明け方の東天に雄大な姿を現した。
- 紫金山・アトラス彗星 (Tsuchinshan-ATLAS) - (C/2023 A3) - 2024年
2024年9月28日に太陽から0.39au (5800万km) の近日点を通過したのち急速に明るくなり、前方散乱の影響で最大光度は10月9日に-4.9等級に達したとされる。地上では太陽に近すぎて10月6日から10月10日にかけて観測できなかったが、その後日没後の低空に10月11日から16日まで0等級から2等級で現れ、僅かな期間であったものの肉眼でも観測できた。
- アトラス彗星 - (C/2024 G3) - 2025年
2024年4月に発見されたサングレーザーに属する彗星で、2025年1月13日に-1等級で太陽へ最接近すると予測されていた。近日点距離が約0.09au (1400万km) とあまりに太陽に近く彗星核が崩壊して消滅する可能性が高いとされていたが、実際には生き残って1月13日に最大光度は-4等級に達した。北半球では観測が難しく、近日点通過前後でしか捉えられなかった。1月19日に核が崩壊したとされるが、その後も1月下旬にかけて南半球で長く伸びた尾が観測された。

## 大彗星 (Great comet) と呼ばれた彗星
以下は、Great comet と呼ばれた彗星の一覧。
| 名称               | 符号      |
| ------------------ | --------- |
| 1760年の大彗星     | C/1760 A1 |
| 1771年の大彗星     | C/1771 A1 |
| 1783年の大彗星     | C/1783 X1 |
| 1807年の大彗星     | C/1807 R1 |
| 1811年の大彗星     | C/1811 F1 |
| 1819年の大彗星     | C/1819 N1 |
| 1823年の大彗星     | C/1823 Y1 |
| 1830年の大彗星     | C/1830 F1 |
| 1831年の大彗星     | C/1831 A1 |
| 1843年3月の大彗星  | C/1843 D1 |
| 1844年の大彗星     | C/1844 Y1 |
| 1845年6月の大彗星  | C/1845 L1 |
| 1854年の大彗星     | C/1854 F1 |
| 1860年の大彗星     | C/1860 M1 |
| 1861年の大彗星     | C/1861 J1 |
| 1865年南天の大彗星 | C/1865 B1 |
| 1880年南天の大彗星 | C/1880 C1 |
| 1881年の大彗星     | C/1881 K1 |
| 1882年9月の大彗星  | C/1882 R1 |
| 1887年南天の大彗星 | C/1887 B1 |
| 1901年の大彗星     | C/1901 G1 |
| 1910年1月の大彗星  | C/1910 A1 |